# Fernmeldeamt (Deutsche Bundespost)

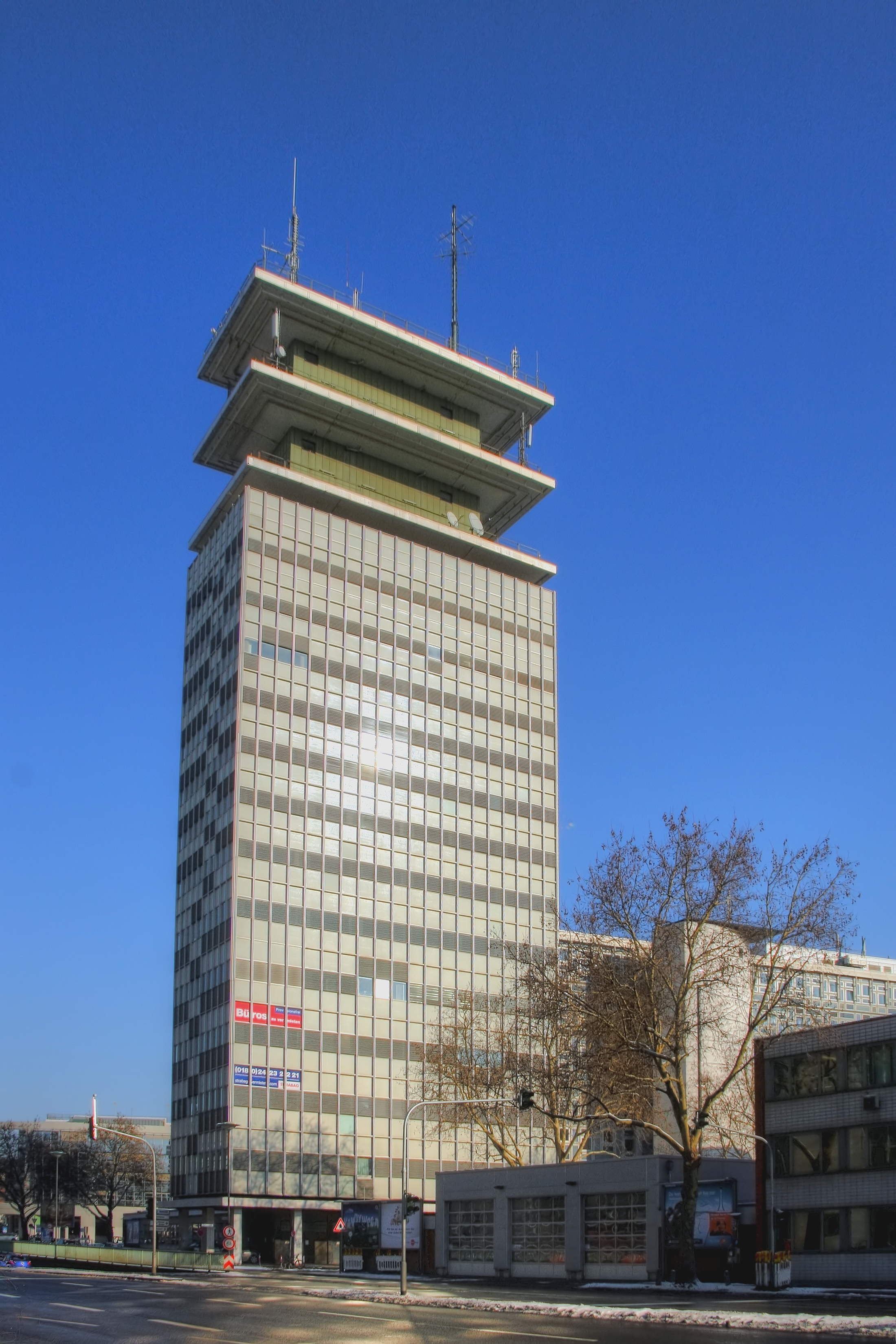
Ehemaliges Fernmeldeamt Köln 1

Es gab 108 Fernmeldeämter (FA) der Deutschen Bundespost. Sie waren für die Bereitstellung von Telekommunikations-Dienstleistungen im jeweiligen Amtsbereich zuständig (Fernsprech-, Telegrafen- und Funkdienst, Fernmeldebau und Verwaltungsaufgaben, teilweise wurden auch der Telegrammdienst und die Annahme von Fernmeldegebühren von den Postämtern wahrgenommen). Im Allgemeinen waren alle erforderlichen Dienststellen in einem Fernmeldeamt vorhanden. Nur in den Großstädten teilten sich mehrere Fernmeldeämter die Arbeit. Die Technik der Datenübertragung war in Frankfurt und in Hamburg besonderen Fernmeldeämtern (früher Telegrafenamt genannt) zugeordnet.

## Geschichte
Bei der Vereinigung des Post- und Telegraphenwesens 1875 blieben in größeren Städten selbständige Telegraphenämter erhalten. Die Mehrzahl der Telegraphenstationen waren in den örtlichen Postanstalten eingebunden. Mit der Einführung des Fernsprechers 1877 und der ersten Vermittlungsstellen 1881 waren diese noch bei den Telegraphenämtern eingegliedert. Durch den rasanten Erfolg des neuen Kommunikationsmittels entstanden in großen Städten bald eigene Fernsprechämter.
Die Reichspost richtete ab 1920 nach dem Vorbild Württembergs Telegraphenbauämter ein.
Nach 1945 testete die Oberpostdirektion die Ausgliederung der Fernmeldedienste auf dem Lande aus den Postanstalten mittels Fernmeldebetriebsämter. Bei der Neuordnung der Ämter des Fernmeldewesens wurden alle Betriebsaufgaben zusammengefasst und alle Ämter erhielten 1952 die Bezeichnung Fernmeldeamt.
Mit der Umwandlung der Deutschen Bundespost Telekom in Deutsche Telekom AG am 1. Januar 1995 erfolgte die Umbenennung der mittlerweile 121 bestehenden Fernmeldeämter in Niederlassungen (NL). In Städten mit mehreren Niederlassungen wurden diese wie vorher durch arabische Ziffern voneinander unterschieden.

## Aufgaben
Ein Fernmeldeamt gliederte sich in sechs Aufgabenbereiche:
- Aufgabenbereich 1 – Verwaltung
- Aufgabenbereich 2 – Haushalt
- Aufgabenbereich 3 – Teilnehmerdienste
- Aufgabenbereich 4 – Fernsprechdienst (Hand) und Telegrammdienst
- Aufgabenbereich 5 – Vermittlungs- und Übertragungstechnik
- Aufgabenbereich 6 – Linientechnik

Bei Bedarf wurden die Aufgabenbereiche 5 und 6 wegen des großen Umfangs unterteilt:
- Aufgabenbereich 5 A – Planung und Bauführung für Vermittlungs- und Übertragungstechnik
- Aufgabenbereich 5 B – Technischer Fernsprechbetrieb
- Aufgabenbereich 5 C – Technischer Telegrafenbetrieb
- Aufgabenbereich 5 D – Übertragungsbetrieb
- Aufgabenbereich 6 A – Planung und Bauführung für Linientechnik
- Aufgabenbereich 6 B – Fernmeldebau und Unterhaltung von Linien

## Aufbau
Die Amtsleitung eines Fernmeldeamtes setzte sich aus dem Amtsvorsteher (AV) und den Abteilungsleitern (AbtL) zusammen. Der AV war für die ordnungsgemäße Ausführung aller dem Amt zugewiesene Aufgaben zuständig. Die AbtL leiteten selbständig den Dienst der ihnen unterstellten Abteilungen nach den gültigen Bestimmungen bzw. Richtlinien.
Der Personalrat vertrat die Interessen des Personals auf der Ebene der Amtsleitung.
Die verwaltungstechnischen Gliederungen eines Fernmeldeamtes waren
Abteilungen (Abt)
- Aufgabe: Die Zusammenfassung eines oder mehrerer Aufgabenbereiche.
- Leitung: Abteilungsleiter (AbtL)

Dienststellen (Dst)
- Aufgabe: Zuständig für Fachaufgaben innerhalb einer Abteilung.
- Leitung: Stellenvorsteher (StV)

Kräftegruppe (KrGr)
- Aufgabe: Bezeichnung für Dienstkräfte mit der gleichen Einzelaufgabe innerhalb einer Dienststelle.
- Leitung: Oberaufsicht, Aufsicht

Fernmeldebezirk (FBz)
- Aufgabe: Zusammengefasste Dienststelle für den Anmeldedienst, die Fernsprechentstörung, die Unterhaltung von Fernsprechvermittlungsstellen in weiter entfernten Bereichen des Amtsbezirkes. Abhängig vom FA.
- Leitung: Fernmeldebezirksleiter (FBzL)

Fernmeldebaubezirke, Technische Baubezirke (FBBz, TBz)
- Aufgabe: Besondere Dienststellen, die nicht unbedingt ihren Sitz am Standort des FA hatten. Sie waren für fernmeldetechnische Arbeiten (FBBz) bzw. fernmeldetechnische Sonderaufgaben (TBz) zuständig. Dies umfasst z. B. Unterhaltung der Ortsnetze, Schaltungen in den Ortsnetzen, Bauvorhaben etc.
- Leitung: Bezirksbauführer (BzBf)

## Liste der Fernmeldeämter
- Fernmeldeamt Aachen
- Fernmeldeamt Ansbach
- Fernmeldeamt Augsburg
- Fernmeldeamt Bad Kissingen
- Fernmeldeamt Bad Kreuznach
- Fernmeldeamt Bamberg
- Fernmeldeamt Bayreuth
- Fernmeldeamt 1 Berlin (Fernamt)
- Fernmeldeamt 2 Berlin
- Fernmeldeamt 3 Berlin
- Fernmeldeamt 4 Berlin
- Fernmeldeamt 5 Berlin
- Fernmeldeamt 6 Berlin (ab 1990 in Berlin [Ost])
- Fernmeldeamt Bielefeld 1
- Fernmeldeamt Bielefeld 2, später FA Detmold
- Fernmeldeamt Bonn
- Fernmeldeamt Bochum
- Fernmeldeamt Braunschweig
- Fernmeldeamt 1 Bremen
- Fernmeldeamt 2 Bremen
- Fernmeldeamt Bremerhaven
- Fernmeldeamt Darmstadt
- Fernmeldeamt Detmold
- Fernmeldeamt 1 Dortmund (Daten- und Funktechnik)
- Fernmeldeamt 2 Dortmund
- Fernmeldeamt Düren
- Fernmeldeamt 1 Düsseldorf
- Fernmeldeamt 2 Düsseldorf
- Fernmeldeamt 3 Düsseldorf
- Fernmeldeamt 4 Düsseldorf
- Fernmeldeamt Duisburg
- Fernmeldeamt Eschborn
- Fernmeldeamt Essen
- Fernmeldeamt Flensburg
- Fernmeldeamt 1 Frankfurt am Main, inkl. Telegrafenamt+Datentechnik
- Fernmeldeamt 2 Frankfurt am Main
- Fernmeldeamt 3 Frankfurt am Main
- Fernmeldeamt 4 Frankfurt am Main-Höchst, später FA Eschborn
- Fernmeldeamt Freiburg i. Br.
- Fernmeldeamt Fulda
- Fernmeldeamt Gießen
- Fernmeldeamt Göppingen
- Fernmeldeamt Göttingen
- Fernmeldeamt Hagen
- Fernmeldeamt 1 Hamburg (Zentrum und Datentechnik / Fernamt)
- Fernmeldeamt 2 Hamburg (Hamburg Ost / Telefonnummern beginnend mit 2+6)
- Fernmeldeamt 3 Hamburg (Zentrum / Telefonnummern beginnend mit 3+71+72+73)
- Fernmeldeamt 4 Hamburg (Hamburg West / Telefonnummern beginnend mit 4+5+8)
- Fernmeldeamt 5 Hamburg (Hamburg-Harburg / Telefonnummern beginnend mit 70+74 bis 79)
- Fernmeldeamt 6 Hamburg (Funkamt / Telegrafenamt)
- Fernmeldeamt 1 Hannover (Daten- und Funktechnik)
- Fernmeldeamt 2 Hannover (Außenring Hannover)
- Fernmeldeamt 3 Hannover (Stadtgebiet Hannover)
- Fernmeldeamt Hanau
- Fernmeldeamt Heide
- Fernmeldeamt Heidelberg
- Fernmeldeamt Heilbronn
- Fernmeldeamt Kaiserslautern
- Fernmeldeamt Karlsruhe
- Fernmeldeamt Kassel
- Fernmeldeamt Kempten
- Fernmeldeamt Kiel
- Fernmeldeamt 1 Koblenz
- Fernmeldeamt 2 Koblenz
- Fernmeldeamt Köln 1 (Daten- und Funktechnik)
- Fernmeldeamt Köln 2 (Linksrheinisch)
- Fernmeldeamt Köln 3 (Rechtsrheinisch)
- Fernmeldeamt Konstanz
- Fernmeldeamt Krefeld
- Fernmeldeamt Leer
- Fernmeldeamt Lübeck
- Fernmeldeamt Mainz
- Fernmeldeamt Mannheim
- Fernmeldeamt Meschede
- Fernmeldeamt Mönchengladbach
- Fernmeldeamt 1 München (Daten- und Funktechnik)
- Fernmeldeamt 2 München (München Nord und tlw. West)
- Fernmeldeamt 3 München (Außenring um München)
- Fernmeldeamt 4 München (München Süd und tlw. West)
- Fernmeldeamt 5 München (München Ost – Bereiche rechts der Isar)
- Fernmeldeamt Münster
- Fernmeldeamt Neustadt an der Weinstraße
- Fernmeldeamt 1 Nürnberg (Daten- und Funktechnik)
- Fernmeldeamt 2 Nürnberg (Stadtgebiet Nürnberg)
- Fernmeldeamt 3 Nürnberg (Außenring nördl. um Nürnberg)
- Fernmeldeamt Offenburg
- Fernmeldeamt Oldenburg
- Fernmeldeamt Osnabrück
- Fernmeldeamt Ravensburg
- Fernmeldeamt Recklinghausen
- Fernmeldeamt Regensburg
- Fernmeldeamt Reutlingen
- Fernmeldeamt Rosenheim
- Fernmeldeamt Rottweil
- Fernmeldeamt Siegen
- Fernmeldeamt Saarbrücken
- Fernmeldeamt Schwäbisch Hall
- Fernmeldeamt 1 Stuttgart (Daten- und Funktechnik)
- Fernmeldeamt 2 Stuttgart (Südliche und westliche Bereiche)
- Fernmeldeamt 3 Stuttgart (Nördliche und östliche Bereiche)
- Fernmeldeamt Traunstein
- Fernmeldeamt Trier
- Fernmeldeamt Uelzen
- Fernmeldeamt Ulm
- Fernmeldeamt Weiden
- Fernmeldeamt Weilheim
- Fernmeldeamt Wesel
- Fernmeldeamt Wiesbaden
- Fernmeldeamt Wuppertal
- Fernmeldeamt Würzburg
- Fernmeldeamt Landshut